# Про дерева і левітацію
«Про дерева і левітацію» — поетична збірка Олександра Клименка, вийшла друком 2017 року у видавництві «Discursus». До збірки ввійшли верлібри, написані у різні роки, а також поема «Великдень з мамою, або Земля тримається на китах». Вірші зі збірки були надруковані в прозовій книжці письменника «Supraphon» (2006), журналі «Золота пектораль» (2013), «Українській літературній газеті» (2016), антології українського верлібру «Ломикамінь» (Львів: ВА «Піраміда», 2018). В оформленні обкладинки використано картину Еґона Шіле «Будинки і сосни, Модлінг».

## З видавничої анотації
Книжка «Про дерева і левітацію» Олександра Клименка  — випадання з повсякденності у метафізику, це розповідь про людське життя, яке проростає з важкого коріння, щоб левітувати з повітряною легкістю в художній уяві митця. Дерева, помножені в поетичних рядках на горизонти і води, нагадують читачеві, що світ, який народжується у творчих візіях, може стати найважливішим прижиттєвим надбанням — еквівалентом справжньої віри, надії, любові.

## Рецензії
- Петро Коробчук. Імпровізації поета-музиканта Олександра Клименка: «Ми — безсмертні, як осінній вітер...» / П. Коробчук // Золота пектораль. — 2013. — № 3. — С. 78-79. [Архівовано 8 Липня 2022 у Wayback Machine.]
- Ігор Ольшевський. Про начинку з родзинок, дерева, левітацію та Олександра Клименка — Буквоїд, 2017 [Архівовано 3 Жовтня 2017 у Wayback Machine.]
- Тетяна Бокотюк. Про збірку, від якої левітуєш НАД… — Буквоїд, 2018 [Архівовано 28 Червня 2018 у Wayback Machine.]
- Кінга Млинарська. «W powietrzu nad brzegiem rzeki» Олександра Клименка — 2022 [Архівовано 19 Вересня 2022 у Wayback Machine.]
- Кінга Млинарська. Поезія вражень Олександра Клименка — Буквоїд, 2022 [Архівовано 12 Листопада 2022 у Wayback Machine.]

## У музичному мистецтві
Вірш «Присвята Майлзу Девісу» використано в творі «Satory II» (1997) Андрія Карнака, написаному для тріо САТ.

## Переклади
У 2021 році збірка «Про дерева і левітацію» вийшла друком у перекладі польською мовою у видавництві «Anagram» (за сприяння грантової програми підтримки перекладів Translate Ukraine Українського інституту книги). Для польського видання автором були зроблені зміни, тож назва книжки змінилася на «W powietrzu nad brzegiem rzeki» («У повітрі над берегом ріки»).